# Катрін Колонна
Катрíн Колонна́ (фр. Catherine Colonna; нар. 16 квітня 1956, Тур, Франція) — французька дипломатка та політична діячка. Міністр Європи та закордонних справ з 20 травня 2022 до 11 січня 2024 року в уряді Елізабет Борн. Посол Франції у Великій Британії з 2 вересня 2019 до 20 травня 2022 року. Посол Франції в Італії з 2014 до 2017 року.

## Біографія
Народилась у Турі, донька фермера корсиканського походження Жозефа Колонни. Дитинство провела у Долю-ле-Секу.
Здобула ступінь DEA в галузі публічного права в Університеті Тура. Навчалась в Інституті політичних досліджень за спеціальністю «державна служба», який закінчила 1980 року, та з 1981 до 1983 року — у Національній школі адміністрації.

## Кар'єра
Другий секретар у Посольстві Франції у Вашингтоні з 1983 до 1986 року.
З 1986 до 1988 року працювала в Департаменті з правових питань МЗС Франції.
Радниця державного міністра, міністра з громадських робіт та житла з 1988 до 1989 року.
Працювала у Центрі планування політики Міністерства закордонних справ у 1989—1990 роках та Департаменті преси та інформації Міністерства закордонних справ у 1993—1995 роках.
Заступниця речника у МЗС Франції з 1995 до 2004 року.
З 1994 до 2005 року — речниця Єлисейського палацу за президентства Жака Ширака.
З 2005 до 2007 року — міністр-делегат з європейських справ в уряді Домініка де Вільпена.
Посол та постійний представник Франції у ЮНЕСКО з 2008 до 2010 року.
Посол Франції в Італії з 2014 до 2017 року.
Посол та постійний представник в Організації економічного співробітництва та розвитку з 2017 до 2019 року.
Посол Франції у Сполученому Королівстві Великої Британії та Північної Ірландії з вересня 2019 до травня 2022 року.
З 20 травня 2022 року — міністр закордонних справ і Європи в уряді Елізабет Борн. Колонна стала другою жінкою в історії Франції на цій посаді після Мішель Алліо-Марі.

## Інша діяльність
Генеральний директор Французького національного центру кінематографії з 2004 до 2005 року, віцепрезидент Каннського кінофестивалю. З 2008 року — член ради директорів Фонду Ширака. Президент ради директорів Луврської школи з 2010 до 2013 року. Віцеголова Франко-британської ради з 2008 до 2014 року.

## Нагороди

### Національні нагороди
- Кавалер Ордена Почесного легіону (2005)[10]
- Командор Ордена Мистецтв та літератури (2005)
- Офіцер Ордена «За заслуги» (2010)[11]
- Офіцер Ордена Почесного легіону (2015)[12]

### Іноземні нагороди
- Медаль Східної Республіки Уругвай[en] (1997)[13]
- Великий офіцер Ордена Зірки Італії[en] (2017)[14]
- Кавалер Ордена княгині Ольги III ст. (2022)[15]